# بالسفيورد
بالسفيورد (بالنرويجية: Balsfjord)‏ هي بلدية في مقاطعة ترومس، النرويج. المركز الإداري للبلدية هي قرية ستورستاينيس. من بين القرى الأخرى في البلدية مسترفيك، مورتنهالس، ونوردكيوسبوتن.

## المناخ
يظهر الجدول التالي التغييرات المناخية على مدار السنة لبالسفيورد:
| البيانات المناخية لـبالسفيورد              | البيانات المناخية لـبالسفيورد | البيانات المناخية لـبالسفيورد | البيانات المناخية لـبالسفيورد | البيانات المناخية لـبالسفيورد | البيانات المناخية لـبالسفيورد | البيانات المناخية لـبالسفيورد | البيانات المناخية لـبالسفيورد | البيانات المناخية لـبالسفيورد | البيانات المناخية لـبالسفيورد | البيانات المناخية لـبالسفيورد | البيانات المناخية لـبالسفيورد | البيانات المناخية لـبالسفيورد | البيانات المناخية لـبالسفيورد |
| الشهر                                      | يناير                         | فبراير                        | مارس                          | أبريل                         | مايو                          | يونيو                         | يوليو                         | أغسطس                         | سبتمبر                        | أكتوبر                        | نوفمبر                        | ديسمبر                        | المعدل السنوي                 |
| ------------------------------------------ | ----------------------------- | ----------------------------- | ----------------------------- | ----------------------------- | ----------------------------- | ----------------------------- | ----------------------------- | ----------------------------- | ----------------------------- | ----------------------------- | ----------------------------- | ----------------------------- | ----------------------------- |
| المتوسط اليومي °م (°ف)                     | −6.5 (20.3)                   | −6.0 (21.2)                   | −3.4 (25.9)                   | 0.5 (32.9)                    | 5.5 (41.9)                    | 10.4 (50.7)                   | 12.8 (55.0)                   | 11.6 (52.9)                   | 6.9 (44.4)                    | 2.3 (36.1)                    | −2.7 (27.1)                   | −5.2 (22.6)                   | 2.2 (36.0)                    |
| الهطول مم (إنش)                            | 71 (2.8)                      | 67 (2.6)                      | 48 (1.9)                      | 45 (1.8)                      | 34 (1.3)                      | 50 (2.0)                      | 67 (2.6)                      | 68 (2.7)                      | 74 (2.9)                      | 94 (3.7)                      | 75 (3.0)                      | 75 (3.0)                      | 768 (30.2)                    |
| متوسط أيام هطول الأمطار (≥ 1 mm)           | 10.4                          | 10.6                          | 8.8                           | 9.1                           | 7.6                           | 9.6                           | 12.7                          | 12.4                          | 13.1                          | 13.4                          | 12.3                          | 12.0                          | 132.0                         |
| المصدر: Norwegian Meteorological Institute |                               |                               |                               |                               |                               |                               |                               |                               |                               |                               |                               |                               |                               |

## أعلام
- سفيري هايم
- أندرياس بيك